# Cheilinus

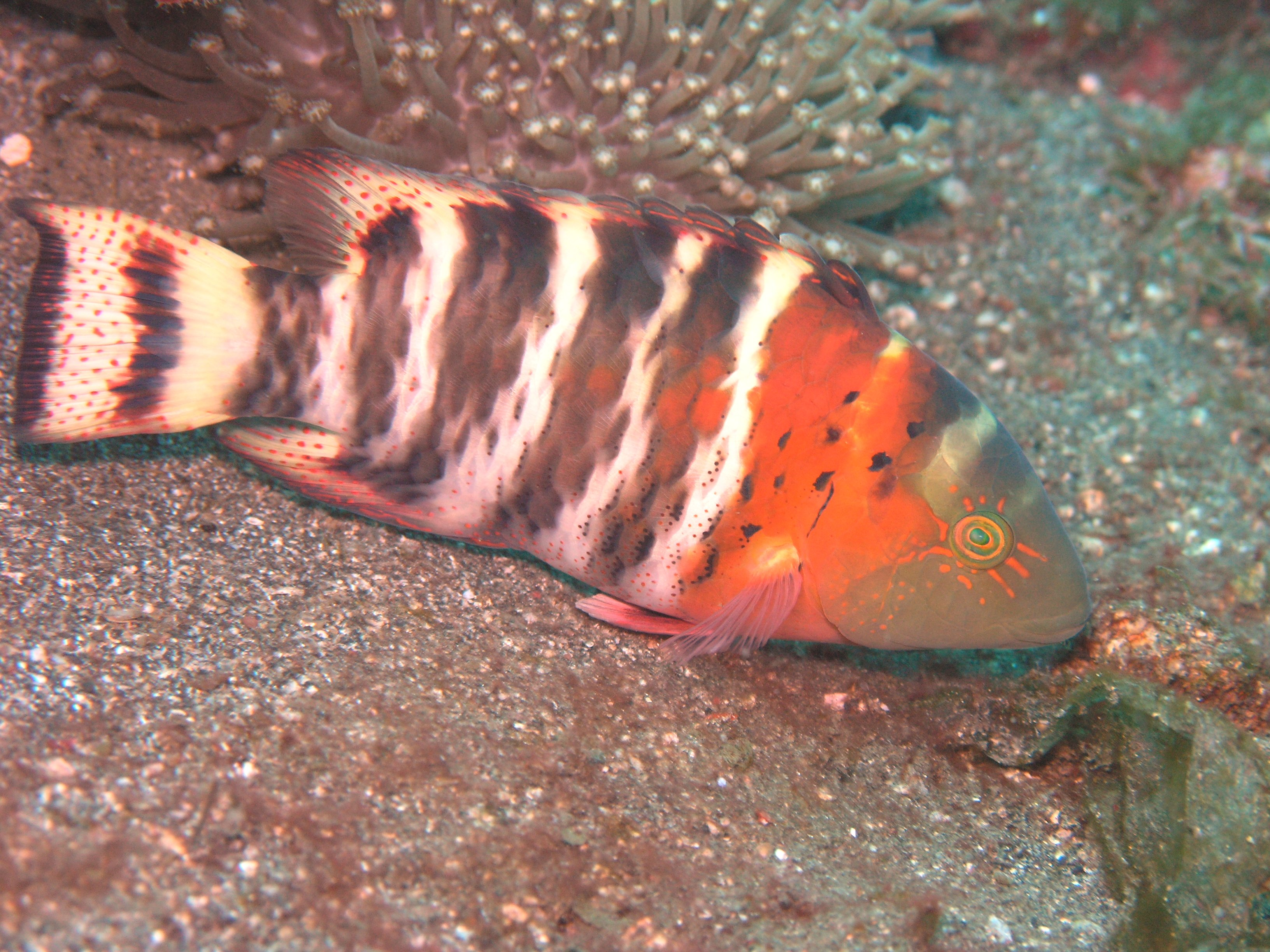
Cheilinus fasciatus

Cheilinus Lacepède, 1801 è un genere di pesci di acqua salata appartenenti alla famiglia Labridae.

## Distribuzione e habitat
Provengono dalle barriere coralline dell'oceano Pacifico, dell'oceano Indiano e del Mar Rosso.

## Descrizione
Le specie di questo genere solitamente presentano un corpo tozzo e piuttosto compresso lateralmente e una bocca di dimensioni medio-grandi. La colorazione solitamente non è sgargiante come in altri generi di Labridae, con l'eccezione di C. fasciatus. Le dimensioni variano dai 17 cm di C. oxycephalus ai 2 m di C. undulatus.

## Tassonomia
In questo genere sono riconosciute 7 specie:
- Cheilinus abudjubbe Rüppell, 1835
- Cheilinus chlorourus (Bloch, 1791)
- Cheilinus fasciatus (Bloch, 1791)
- Cheilinus lunulatus (Forsskål, 1775)
- Cheilinus oxycephalus Bleeker, 1853
- Cheilinus quinquecinctus Rüppell, 1835
- Cheilinus trilobatus Lacepède, 1801
- Cheilinus undulatus Rüppell, 1835

## Conservazione
Tutte le specie di questo genere non sembrano essere minacciate da particolari pericoli, quindi la lista rossa IUCN le classifica come "a rischio minimo" (LC). Un'eccezione è C. undulatus, che invece è classificato come "in pericolo" (EN) a causa della pesca intensiva.